# Hans Losert
Hans Losert (* 1956 in Bayreuth) ist ein deutscher Mittelalterarchäologe, der als Privatdozent an der Universität Bamberg lehrt.
Nach seinem Abitur 1976 in Bayreuth studierte Hans Losert bis 1984 Kunstgeschichte, Vor- und Frühgeschichte, Klassische Archäologie sowie Archäologie des Mittelalters und der Neuzeit an den Universitäten München und Bamberg und erlangte den Grad eines Magister Artium. Ab 1985 war er wissenschaftlicher Assistent am Lehrstuhl für Archäologie des Mittelalters und der Neuzeit der Universität Bamberg, wo er 1989 promoviert wurde und sich 2002 habilitierte. Von 1995 bis 1998 und von 2000 bis 2001 hatte er mehrere Lehraufträge an der Universität Bamberg, seit 2002 lehrt er dort als Privatdozent. 2001/02 war er Gastprofessor am Institut für Ur- und Frühgeschichte der Universität Wien, 2007 wissenschaftlicher Mitarbeiter am Geisteswissenschaftlichen Zentrum Geschichte und Kultur Ostmitteleuropas an der Universität Leipzig und 2008/09 vertrat er die Professur für Ur- und Frühgeschichte an der Universität Jena.
Hans Losert engagiert sich jährlich bei archäologischen Grabungen in der Flednitz. Besonders am Rauhen Kulm mit seiner Wallanlage ist er jedes Jahr mit einem Team vertreten und erforscht dessen Historie.

## Publikationen (Auswahl)
- Die früh- bis hochmittelalterliche Keramik in Oberfranken. Zeitschrift für Archäologie des Mittelalters, Beiheft 8 Köln, Bonn 1993, ISBN 3-7927-1323-3.
- zusammen mit Andrej Pleterski (Hrsg.): Das frühmittelalterliche Gräberfeld von Altenerding, in Oberbayern, und die Ethnogenese der Bajuwaren. Berlin, Bamberg, Ljubljana 2003, ISBN 3-931278-07-7.